# Voo Aeroflot 513
O voo 513 da Aeroflot foi um voo doméstico regular de passageiros operado pela Aeroflot que caiu durante a decolagem do Aeroporto Kuybyshev, na União Soviética, em 8 de março de 1965, resultando na morte de 30 passageiros e tripulantes. Foi o primeiro acidente fatal envolvendo um Tupolev Tu-124.

## Aeronave
A aeronave envolvida no acidente era um Tupolev Tu-124V com dois motores Soloviev D-20P, registrado com o código SSSR-45028 para a Aeroflot, companhia aérea estatal da União Soviética. No momento do acidente, a aeronave acumulava 1.612 horas de voo e 1.151 ciclos de pressurização e despressurização.

## Tripulação
Trinta passageiros e nove tripulantes estavam a bordo do voo. A tripulação era composta pelos seguintes integrantes:
- Comandante Ivan Kostin
- Comandante em treinamento Victor Sjulin
- Comandante examinador Pavel Saveliev
- Copiloto Victor Kiryakov
- Operador de rádio Evgeny Ivanov
- Engenheiro de voo Alexander Danilov
- Navegador Leonid Gostev

As aeromoças Zoya Chicherina e Tamara Kolesnikova trabalhavam na cabine.

## Voo e acidente
A aeronave foi descongelada antes da decolagem. Na cabine, o comandante examinador que observava o desempenho do estagiário sentava-se à direita; o estagiário sentava-se à esquerda. Os capitães e o primeiro oficial permaneceram na cabine e não auxiliaram o estagiário e o capitão verificador durante a decolagem. O voo 513 decolou da pista com uma orientação de 100°. Na altitude de 40 a 50 metros, o ângulo de ataque aumentou a ponto de causar um estol . O Tu-124 não conseguiu se recuperar do estol e caiu em um campo de neve. Todos os 9 membros da tripulação e 21 dos 30 passageiros morreram no acidente; inicialmente houve 16 passageiros mortos, mas outros cinco morreram posteriormente no hospital devido aos ferimentos.

## Causas
A investigação concluiu que o acidente foi provavelmente causado por:
- Falha nos indicadores de altitude em exibir as saídas corretas devido a uma falha de projeto no Tu-124;
- Entrada de água devido ao degelo, causando mau funcionamento do indicador de altitude.

Um membro do conselho de investigação discordou das conclusões alcançadas, insistindo que o acidente foi causado por erro do piloto.